# خط اصلی جنوب شرقی
خط اصلی جنوب شرقی (به انگلیسی: South Eastern Main Line) یکی از خطوط راه‌آهن در کشور انگلستان است.
این خط از شهر شهر وست‌مینستر شروع شده و در شهر دوور به پایان میرسد.